# Urnaloricidae
Urnaloricidae – monotypowa rodzina bezkręgowych zwierząt zaliczanych do kolczugowców (Loricifera). Rodzajem typowym jest monogatunkowy Urnaloricus Heiner & Kristensen, 2008, do którego zaliczono opisany z północnego Atlantyku przez tych samych autorów Urnaloricus gadi.